# Віллістон (Меріленд)
Віллістон (англ. Williston) — переписна місцевість (CDP) в США, в окрузі Керолайн штату Меріленд. Населення — 153 особи (2020).

## Географія
Віллістон розташований за координатами 38°49′52″ пн. ш. 75°51′3″ зх. д. / 38.83111° пн. ш. 75.85083° зх. д. (38.830996, -75.850861).  За даними Бюро перепису населення США в 2010 році переписна місцевість мала площу 0,68 км², уся площа — суходіл. В 2017 році площа становила 0,72 км², з яких 0,68 км² — суходіл та 0,04 км² — водойми.

## Демографія
Згідно з переписом 2010 року, у переписній місцевості мешкало 155 осіб у 63 домогосподарствах у складі 48 родин. Густота населення становила 228 осіб/км².  Було 68 помешкань (100/км²).
Расовий склад населення:
| - 100,0 % — білих |

До двох чи більше рас належало 0,0 %. Частка іспаномовних становила 0,0 % від усіх жителів.
За віковим діапазоном населення розподілялося таким чином: 17,4 % — особи молодші 18 років, 60,0 % — особи у віці 18—64 років, 22,6 % — особи у віці 65 років та старші. Медіана віку мешканця становила 51,6 року. На 100 осіб жіночої статі у переписній місцевості припадало 96,2 чоловіків;  на 100 жінок у віці від 18 років та старших — 85,5 чоловіків також старших 18 років.
Середній дохід на одне домашнє господарство  становив 100 683 долари США (медіана — 81 250), а середній дохід на одну сім'ю — 105 947 доларів (медіана — 91 250). 
Цивільне працевлаштоване населення становило 60 осіб. Основні галузі зайнятості: публічна адміністрація — 31,7 %, освіта, охорона здоров'я та соціальна допомога — 18,3 %, будівництво — 18,3 %.